# Ilija Nestorovski
Ilija Nestorovski (mazedonisch: Илија Несторовски) (* 12. März 1990 in Prilep, Pelagonien) ist ein nordmazedonischer Fußballspieler. Der Stürmer steht bei Ascoli Calcio unter Vertrag und tritt auch in der nordmazedonischen Nationalmannschaft an.

## Karriere

### Verein
Nestorovski trat als Zehnjähriger in den Fußballklub seiner Heimatstadt, den FK Pobeda Prilep, ein. Mit Hilfe von dessen Nachwuchsakademie gelang ihm im Alter von 16 Jahren der Wechsel in den Profikader, mit dem er in vier Jahren 96 Spiele bestritt und 39 Tore erzielte.
Anschließend verließ er den Klub im Jahr 2010 in Richtung Tschechien zum 1. FC Slovácko. Nachdem er in zwei Saisons nur je einen Treffer verbuchen konnte, verlieh ihn der Verein von 2011 bis 2013 an den FK Viktoria Žižkov und den mazedonischen Klub FK Metalurg Skopje.
Nach 33 Spielen und nur je einem Treffer verlieh ihn der FC Slovácko 2013 an den kroatischen Zweitligisten Inter Zaprešić, wo er in drei Jahren auf 70 erzielte Tore in 90 Spielen kam. In der Saison 2014/15 gelang dem dreimaligen Topscorer des Teams, der zwischenzeitlich fest verpflichtet worden war, mit selbigem der Aufstieg in die erste Liga.
Im Juli 2016 wechselte der Spieler zum italienischen Zweitligisten US Palermo, dort unterschrieb Nestorovski einen Vertrag über vier Jahre. Nach deren Insolvenz und Auflösung wechselte er im Jahr 2019 zum Erstligisten Udinese Calcio.
Nach 4 Jahren bei Udinese wechselte er im Sommer 2023 zu Ascoli Calcio in die Serie B.

### Nationalmannschaft
Sein erstes Spiel für die A-Nationalmannschaft seines Landes bestritt Nestorovski am 9. Oktober 2015 gegen die Ukraine im Rahmen der EM-Qualifikation 2016. Sein erster Treffer gelang ihm am 29. Mai 2016 in einem Freundschaftsspiel gegen Aserbaidschan in Bad Erlach, Niederösterreich.